# Paracho (kommun)
Paracho är en kommun i Mexiko.   Den ligger i delstaten Michoacán de Ocampo, i den södra delen av landet, 300 km väster om huvudstaden Mexico City.
Följande samhällen finns i Paracho:
- Paracho de Verduzco
- Cherán Atzicuirín
- Ahuirán
- Santa María Urapicho